# Senate of Palau
Der Senate of Palau ist das Oberhaus des Olbiil Era Kelulau (Palau National Congress) des pazifischen Inselstaates Palau. Der Senate hat 13 Mitglieder. Sie werden in Wahlkreisen mit mehreren Sitzen auf 4 Jahre gewählt. Es gibt keine Parteien. Die jüngste Wahl wurde am 3. November 2020 abgehalten. Die nächste Wahl fand am 5. November 2024 statt.

## Mitgliedschaft

Zusammensetzung des Senats von Palau

Die Verfassung von Palau legt die Zahl der Senatoren nicht fest. Alle 8 Jahre ernennt der National Congress eine Reapportionment Commission um eine District Map (Distriktskarte) zu erstellen und vorzuschlagen, anhand derer die Sitzverteilung in Relation zur Einwohnerschaft festgelegt wird. Daher kann es sein, dass die Anzahl der Senatoren alle 8 Jahre wechselt. Jeder Stimmberechtigte kann ein Reapportionment vor dem Supreme Court of Palau anfechten.
Während der ersten Amtszeit 1981 gab es 18 Senatoren. 1984 wurde die Zahl auf 14 reduziert, 2000 fiel die Zahl sogar auf 9, während 2008 die Zahl wieder auf 13 angehoben wurde, bevor sie 2016 wieder auf 11 fiel.
| Name                      |
| ------------------------- |
| Regis Akitaya             |
| Hokkons Baules            |
| Secilil Eldebechel        |
| Rukebai Inabo             |
| TJ Imrur Remengesau       |
| Steve Kuartei             |
| Umiich Sengebau           |
| Kerai Mariur              |
| Kazuki L. “TOPPS” Sungino |
| Mark Rudimch              |
| Jonathan “CIO” Isechal    |
| Andrew Tabelaul           |
| Mason Whipps              |

## Committees
Der Senate von Palau umfasst 12 Standing Committees:
| Committee | Vorsitzender                  | Stellvertretender Vorsitzender |
| --- | ----------------------------- | ------------------------------ |
| Ways & Means and Financial Matters Mittel und Finanzen                                                             | Mark Rudimch                  | Kerai Mariur                   |
| Judiciary and Governmental Affairs Rechts- und Regierungsgeschäfte                                                 | Kerai Mariur                  | Jerrlyn Uduch Sengebau Senior  |
| Capital Improvement Projects Hauptstadt-Projekte                                                                   | John Skebong                  | Frank Kyota                    |
| Health and Education Gesundheit und Bildung                                                                        | Stevenson Kuartei             | Aric Nakamura                  |
| Tourism Development Tourismus-Entwicklung                                                                          | Camsek Chin                   | John Skebong                   |
| Foreign Affairs and State Matters Außenbeziehungen und Staatsangelegenheiten                                       | Aric Nakamura                 | Stevenson Kuartei              |
| Resources, Commerce, Trade, and Development Bodenschätze, Handel und Entwicklung                                   | Frank Kyota                   | Mark Rudimch                   |
| Youth and Social Welfare Jugend und Soziales                                                                       | Regis Akitaya                 | Frank Kyota                    |
| Culture and Traditions Kultur und Traditionen                                                                      | Jerrlyn Uduch Sengebau Senior | Stevenson Kuartei              |
| Public Utilities, Communications, and Housing Development Öffentliche Einrichtungen, Kommunikation und Wohnungsbau | Rukebai Inabo                 | John Skebong                   |
| Banking and Insurance Banken und Versicherungen                                                                    | Mason Whipps                  | Kerai Mariur                   |
| Maritime and Climate Change Maritimes und Klimawandel                                                              | Phillip Reklai                | Aric Nakamura                  |

## Präsidenten des Senats
| Name               | Kongress | Periode                         | Anmerkungen |
| ------------------ | -------- | ------------------------------- | ----------- |
| Kaleb Udui         | 1.       | Januar 1981–November 1984       | [ 4 ] [ 5 ] |
| Isidoro Rudimch    | 2.       | Januar 1985–Oktober 1986        | [ 4 ]       |
| Joshua Koshiba     | 2.       | Oktober 1986–Dezember 1988      | [ 4 ]       |
| Joshua Koshiba     | 3.       | Januar 1989–1991                | [ 4 ]       |
| Isidoro Rudimch    | 3.       | 1991–November 1992              | [ 4 ] [ 6 ] |
| Peter Sugiyama     | 4.       | Januar 1993–November 1996       | [ 4 ] [ 6 ] |
| Isidoro Rudimch    | 5.       | Februar 1997–31. August 1999    | [ 4 ] [ 7 ] |
| Seit Andres        | 5.       | September 1999–Dezember 2000    | [ 4 ] [ 8 ] |
| Seit Andres        | 6.       | Januar 2001–Dezember 2004       | [ 8 ]       |
| Surangel S. Whipps | 7.       | Januar 2005–April 2005          | [ 9 ]       |
| Johnny Reklai      | 7.       | April 2005–März 2007            | [ 10 ]      |
| Joshua Koshiba     | 7.       | 27. März 2007–25. April 2007    | [ 10 ]      |
| Surangel S. Whipps | 7.       | 25. April 2007–15. Januar 2009  | [ 9 ]       |
| Mlib Tmetuchl      | 8.       | 15. Januar 2009–16. Januar 2013 | [ 11 ]      |
| Elias Camsek Chin  | 9.       | 16. Januar 2013–19. Januar 2017 | [ 12 ]      |
| Hokkons Baules     | 10.      | 19. Januar 2017–Januar 2020     |             |
| Hokkons Baules     | 11.      | Januar 2020-                    |             |